# Воинский сельский совет
Воинский сельский совет (укр. Воїнська сільська рада, крымскотат. Voinka köy şurası), согласно законодательству Украины — административно-территориальная единица в Красноперекопском районе Автономной Республики Крым.
Население по переписи 2001 года — 5431 человек, площадь совета 84 км².
К 2014 году состоял из 2 сёл:
- Воинка
- Источное

## История
Воинский сельский совет был создан в начале 1920-х годов в составе Джанкойского района. Согласно Списку населённых пунктов Крымской АССР по Всесоюзной переписи 17 декабря 1926 года, в состав совета входило 12 населённых пунктов с населением 2903 человека.
Постановлением ВЦИК от 30 октября 1930 года был восстановлен Ишуньский район и сельсовет включили в его состав. Постановлением Центрального исполнительного комитета Крымской АССР от 26 января 1938 года Ишуньский район был ликвидирован и создан Красноперекопский район с центром в поселке Армянск (по другим данным 22 февраля 1937 года), в который перешёл совет.
С 25 июня 1946 года сельсовет в составе Крымской области РСФСР. 26 апреля 1954 года Крымская область была передана из состава РСФСР в состав УССР. На 15 июня 1960 года сельсовет включал 11 населённых пунктов:

| - - Берёзовка - Воинка - Долинка - Знаменка | - - Источное - Каменка - Новониколаевка - Новопавловка | - - Орловское - Привольное - Шатры |

В 1967 году был образован Братский сельсовет, куда отошли Берёзовка, Долинка, Новониколаевка, Новопавловка и Привольное, к 1968 году Каменка присоединена к селу Шатры, к 1977 году был создан Орловский сельсовет, куда, кроме Орловского, отошли Знаменка и Шатры и совет обрёл современный состав.
С 12 февраля 1991 года сельсовет в восстановленной Крымской АССР, 26 февраля 1992 года переименованной в Автономную Республику Крым. С 21 марта 2014 года в составе Крыма аннексирован Россией. Законом «Об установлении границ муниципальных образований и статусе муниципальных образований в Республике Крым» от 4 июня 2014 года территория административной единицы была объявлена муниципальным образованием со статусом сельского поселения.